# Nicol Gastaldi
Nicol Gastaldi, née le 16 février 1990 à Piove di Sacco, en Italie, est une skieuse alpine argentine. Elle court dans les disciplines techniques (slalom et slalom géant).

## Biographie
Gastaldi fait ses débuts internationaux dans la Coupe sud-américaine en 2005.
Elle prend part à son premier événement mondial en 2008 aux Championnats du monde junior, puis chez les séniors en 2009 aux Championnats du monde à Val d'Isère.
Pour la première fois sur le podium sur la Coupe sud-américaine à l'été 2009 en slalom, elle obtient une sélection pour les Jeux olympiques de Vancouver 2010, elle s'est classée 48e du slalom géant, 
mais n'a pas terminé le slalom. Elle participe depuis aux Championnats du monde en 2013, 2015, 2017 et 2019, où elle enregistre son meilleur résultat avec une 44e place en slalom géant. 
Elle remporte le classement général de la Coupe sud-américaine en 2014.
En décembre 2017, elle prend le départ pour la première fois dans la Coupe du monde à Courchevel.
Sœur de Sebastiano Gastaldi, aussi skieur, elle prend sa retraite sportive en 2019.

## Palmarès

### Jeux olympiques d'hiver
| Épreuve / Édition | Vancouver 2010 | Pyeongchang 2018 |
| Slalom géant      | 48e            | 42e              |
| Slalom            | Abandon        | Abandon          |

### Championnats du monde
| Épreuve / Édition | Val d'Isère 2009 | Schladming 2013 | Beaver Creek 2015 | Saint-Moritz 2017 | Åre 2019 |
| Slalom géant      | Abandon          |                 | 57e               | 51e               | 44e      |
| Slalom            | Abandon          | Abandon         | Abandon           | Abandon           |          |

### Championnats d'Argentine
- Championne du slalom géant en 2017.